# Vlaamse reguleringsinstantie voor de elektriciteits- en gasmarkt
La VREG est l'organisme officiel de régulation du marché du gaz et de l'électricité pour la Région flamande.